# Unterroth
Unterroth – miejscowość i gmina w Niemczech, w kraju związkowym Bawaria, w rejencji Szwabia, w regionie Donau-Iller, w powiecie Neu-Ulm, wchodzi w skład wspólnoty administracyjnej Buch. Leży około 25 km na południowy wschód od Neu-Ulmu, nad rzeką Roth.

## Dzielnice
W skład gminy wchodzą następujące dzielnice:
- Matzenhofen
- Unterroth

## Demografia
| Rok  | Liczba mieszk. |
| ---- | -------------- |
| 1970 | 788            |
| 1987 | 833            |
| 2000 | 938            |

## Polityka
Wójtem gminy jest Gerhard Struve, poprzednio urząd ten obejmował Erwin Reiter, rada gminy składa się z 8 osób.
|      | Dorfgemeinschaft | Razem |
| 2008 | 8                | 8     |
| 2002 | 8                | 8     |

## Oświata
W gminie znajduje się przedszkole (40 dzieci).